# Borrelia burgdorferi
Borrelia burgdorferi is een pathogene bacterie die behoort tot de spirocheten. Deze bacterie veroorzaakt de ziekte borreliose, beter bekend onder de naam lymeziekte naar het Amerikaanse dorpje Old Lyme. Willy Burgdorfer was degene die de spirocheten als eerste wist aan te tonen in getroffen mensen en zo zijn naam aan deze nieuw gevonden spirocheet verbond.
In Europa zijn de verschijnselen van borreliose al rond 1900 beschreven in de literatuur. Ook in oude teken zijn DNA-sporen van de spirocheten gevonden.

## Subspecies
Borrelia burgdorferi sensu lato bestaat uit meerdere subspecies. In Europa en Japan overheersen de pathogene subspecies Borrelia burgdorferi sensu stricto, Borrelia afzelii en Borrelia garinii.
In de Verenigde Staten zijn dit Borrelia burgdorferi sensu stricto en recent Borrelia lonestarii.

## Ziekte-overdracht
In Tsjechië (1988 – 1996) werden volgende vectoren voor Borreliae waargenomen: 3,2% van de vogels en 19,4% van de zoogdieren hadden met Borrelia geïnfecteerde teken: Ixodes ricinus: besmettingsgraad bij adulten: 23,2%, nymfen: 17,2%, larven: 6,3%. Steekmuggen (Culicidae): 4,1%, Aedes vexans: 1,4%, A. cantans: 1,3%, A. sticticus: 2,2%, de gewone steekmuggen: Culex pipiens pipiens: 2,2%, C. pipiens molestus Forskal: 5,9%. Vlooien (Siphonaptera): 8,4% Ctenophthalmus agyrtes Heller en Hystrichopsylla talpae Curtis. Aangetroffen werden Borrelia afzelii, B. lusitaniae en B. garinii.
Naast transmissie via het speeksel van teken dragen ook het eten van vlees, beten en transplacentale overdracht bij tot infectie met Borrelia burgdorferi.
Bij een onderzoek varieerde de prevalentie van infectie met Borrelia burgdorferi voor hematofage insecten van 2,9% voor de paardenvlieg (Hybomitra lasiophthalma) tot 14,3% voor dazen (Hybomitra epistates).

## Neuroborreliose
Neuroborreliose is een manifestatie van infectie met de spirocheet Borrelia burgdorferi. Het beste criterium van een vroege infectie met B. burgdorferi is erythema migrans, maar dat is slechts aanwezig in ongeveer 40-60% van de patiënten waarin borreliose werd gevalideerd. In Europa is meningopolyradiculoneuritis of het syndroom van Bannwarth de meest waargenomen manifestatie van acute neuroborreliose. Het syndroom van Bannwarth wordt gekenmerkt door hevige, vaak verspringende pijn, vooral paravertebraal gelokaliseerd met uitstraling naar de romp en naar één of meer ledematen. Motorische en sensibele uitvalverschijnselen komen voor in het verzorgingsgebied van zowel de spinale zenuwwortels als van de hersenzenuwen, meestal de nervus facialis. De meest voorkomende manifestatie van chronische neuroborreliose is encefalomyelitis met spastisch-ataxische en mictiestoornissen. Bij de meeste patiënten toont een onderzoek van het hersenvocht lymfocytaire pleocytose, schade aan de bloed-hersenbarrière en intrathecale synthese van immunoglobuline Ig(M), IgG en soms IgA.
MacDonald (2006) stelt de hypothese dat de cystische vorm van Borrelia burgdorferi de oorzaak is van de ronde ‘plaque’-structuren in de hersenen van alzheimerpatiënten.
Atypische extra- en intracellulaire pleomorfe vormen en cysten van B. burgdorferi en lokale neuroinflammatie komen voor in de hersenen in chronische lymeneuroborreliose. De persistentie van deze meer resistente spirocheten en hun intracellulaire locatie in neuronen en gliacellen kan het lange latente stadium en de persistentie van de Borrelia-infectie verklaren.
Bij meer dan 90% van de patiënten met de ziekte van Alzheimer werden spirocheten aangetroffen in de hersenen. Borrelia burgdorferi werd gevonden in 25,3% van de gevallen van alzheimerdementie en kwam daar 13 keer meer voor dan het geval was bij de controlegroep. Bij alzheimerdementie komen co-infecties voor met verscheidene spirocheten. Periodontale pathogene Treponemas die werden aangetroffen zijn: T. pectinovorum, T. amylovorum, T. lecithinolyticum, T. maltophilum, T. medium, T. socranskii.

## Behandeling
Infectie met Borrelia burgdorferi is in een vroeg stadium met de juiste antibiotica vaak goed te behandelen. Bij een latere diagnose kan de infectie in voor antibiotica moeilijk bereikbare lichaamsdelen gaan zitten. De infectie wordt dan chronisch of kan voor jaren in rust blijven liggen.
Infectie met Borrelia burgdorferi is tevens geassocieerd met de start van chronische artritis bij de ziekte van Lyme.
Gedurende een onderzoek om de chronische morbiditeit vast te stellen en de variabelen die herstel beïnvloeden bij patiënten die behandeld werden voor de ziekte van Lyme, werden 215 patiënten, die ten minste een jaar vóór het onderzoek behandeld werden en positief testten voor anti-Borrelia-antilichamen, achteraf geëvalueerd: 78% had artralgie gehad, 70% erythema migrans (rode locale huidinfectie), 41% artritis, 29% neurologische problemen, 6% objectief aantoonbare hartproblemen. Gemiddeld 3,2 jaar na de eerste behandeling hadden 28% een herval gehad en 18% hadden een herïnfectie. Anti-Borrelia-antilichamen waren nog altijd aanwezig bij 32% van de patiënten. Blijvende symptomen van artralgie, artritis, hart- of neurologische problemen met of zonder vermoeidheid waren aanwezig in 53% van de patiënten.
Een groot probleem was de afwezigheid van een goede laboratoriumtest om de infectie uit te sluiten. Er was anno 2006 geen enkele test die een diagnose van de ziekte kan uitsluiten. Ook niet de in Nederland gebruikte serologische testen: ELISA en western blot. De diagnose zal dan ook klinisch gesteld moeten worden met als eventuele bevestiging een serologische test.
Vanaf oktober 2017 is de Nanotrap Lyme Antigen-test beschikbaar. De Nanotrap Lyme-test maakt gebruik van nanotechnologie: er worden kleine bolletjes met een ‘chemische anker’ in de urine gebracht. Dit ‘anker’ bindt Borrelia eiwitten aan zich. Zo worden aanwezige eiwitten in de urine geconcentreerd. Vervolgens worden de nano-bolletjes uit de urine gehaald en wordt het aanwezige eiwit gemeten. Andere laboratorium testen voor borreliose/ziekte van Lyme zijn:
- fluorescentie (antigeen-antistof)
- fluorescentie-in-situhybridisatie (FISH)
- donkerveld- en fasecontrastmicroscopie